# Стів Майнер
Стів Майнер (англ. Steve Miner; нар. 18 червня 1951) — американський режисер та продюсер.

## Біографія
Стів Майнер народився 18 червня 1951 року в місті Вестпорт, штат Коннектикут, США. До того як стати режисером, Майнер працював монтажером у Веса Крейвена і Шона Каннінгема у фільмі «Останній будинок ліворуч» (1972). Він знову працював із Каннінгемом у фільмі «П'ятниця, 13-те» (1980) як продюсер. Наступного року він був найнятий, щоб знімати продовження «П'ятниця, 13-те, частина 2» і «П'ятниця, 13-те, частина 3». Майнер також режисував комедію «Душевна людина» (1986) і зняв серйозну драму «Вічно молодий» (1992). Повертаючись до комедії, він зробив фільм «Великі хлопці» з Ріком Моранісом і Томом Арнольдом. У 1998 році зняв дуже успішний фільм жахів «Геловін: 20 років потому», а в 1999 році «Лейк Плесід: Озеро страху». Майже всі його фільми були успішними.

## Фільмографія
| Рік       |    | Українська назва                       | Оригінальна назва             | Роль                                            |
| --------- | -- | -------------------------------------- | ----------------------------- | ----------------------------------------------- |
| 1972      | ф  | Останній будинок ліворуч               | The Last House on the Left    | помічник монтажера, помічник виробництва, актор |
| 1973      | ф  | Справа про вбивства при повному Місяці | Case of the Full Moon Murders | режисер другого плану, монтажер                 |
| 1975      | ф  |                                        | Video Vixens!                 | помічник монтажера                              |
| 1978      | ф  | Сироти Менні                           | Manny's Orphans               | продюсер, сценарист, монтажер                   |
| 1978      | ф  | А ось і Тигри                          | Here Come the Tigers          | продюсер, режисер другого плану, монтажер       |
| 1980      | ф  | П'ятниця 13-е                          | Friday the 13th               | продюсер                                        |
| 1981      | ф  | П'ятниця 13-е, частина 2               | Friday the 13th Part 2        | режисер, продюсер                               |
| 1982      | ф  | П'ятниця 13-е, частина 3               | Friday the 13th Part III      | режисер, актор                                  |
| 1985      | ф  | Будинок                                | House                         | режисер                                         |
| 1986      | ф  | Ніч кошмарів                           | Night of the Creeps           | режисер другого плану                           |
| 1986      | ф  | Душевна людина                         | Soul Man                      | режисер                                         |
| 1988—1989 | с  | Чудові роки                            | The Wonder Years              | режисер, продюсер                               |
| 1989      | ф  | Чорнокнижник                           | Warlock                       | режисер, продюсер                               |
| 1989      | с  | Літній театр                           | CBS Summer Playhouse          | режисер                                         |
| 1990      | с  | Елвіс                                  | Elvis                         | режисер                                         |
| 1990      | тф |                                        | Maverick Square               | режисер, продюсер                               |
| 1991      | ф  | Хоробрих серцем не зломити             | Wild Hearts Can't Be Broken   | режисер                                         |
| 1992      | ф  | Вічно молодий                          | Forever Young                 | режисер                                         |
| 1992      | с  | Лорі Гілл                              | Laurie Hill                   | режисер                                         |
| 1993      | с  | Проти шерсті                           | Against the Grain             | режисер                                         |
| 1994      | ф  | Мій тато — герой                       | My Father the Hero            | режисер                                         |
| 1994      | ф  | Подорожі Шервуда                       | Sherwood's Travels            | режисер                                         |
| 1994      | с  | Надія Чикаго                           | Chicago Hope                  | режисер                                         |
| 1995      | с  |                                        | Raising Caines                | режисер                                         |
| 1996      | ф  | Великі хлопці                          | Big Bully                     | режисер                                         |
| 1996      | с  | Діагноз: Вбивство                      | Diagnosis Murder              | режисер                                         |
| 1997      | с  | Відносність                            | Relativity                    | режисер                                         |
| 1997      | с  | Практика                               | The Practice                  | режисер                                         |
| 1998      | с  | Затока Доусона                         | Dawson's Creek                | режисер, продюсер                               |
| 1998      | ф  | Геловін: 20 років потому               | Halloween H20: 20 Years Later | режисер, актор                                  |
| 1999      | ф  | Лейк Плесід: Озеро страху              | Lake Placid                   | режисер, актор                                  |
| 1999      | с  | Пустище                                | Wasteland                     | режисер                                         |
| 2000      | с  | Фелісіті                               | Felicity                      | режисер                                         |
| 2001      | с  | Кейт Брешер                            | Kate Brasher                  | режисер                                         |
| 2001      | ф  | Техаські рейнджери                     | Texas Rangers                 | режисер                                         |
| 2001      | тф | Третя ступінь                          | The Third Degree              | режисер                                         |
| 2002      | тф | Будинок хоробрості                     | Home of the Brave             | режисер                                         |
| 2002      | с  | Таємниці Смолвіля                      | Smallville                    | режисер                                         |
| 2003      | с  | Сваха                                  | Miss Match                    | режисер                                         |
| 2003      | с  | Карен Сіско                            | Karen Sisco                   | режисер                                         |
| 2004      | с  | Джейк 2.0                              | Jake 2.0                      | режисер                                         |
| 2004      | с  | Вічне літо                             | Summerland                    | режисер                                         |
| 2004      | с  | Північний берег                        | North Shore                   | режисер                                         |
| 2005      | с  | Дикий вогонь                           | Wildfire                      | режисер                                         |
| 2006      | тф | Скарлет                                | Scarlett                      | режисер                                         |
| 2008      | ф  | День мерців                            | Day of the Dead               | режисер                                         |
| 2008      | ф  | Кінозірка в погонах                    | Major Movie Star              | режисер                                         |
| 2008      | ф  | За кілька днів до Бельведеру           | The Days Before Belvedere     | актор                                           |
| 2008      | с  | Ясновидець                             | Psych                         | режисер                                         |
| 2009      | с  | Еврика                                 | Eureka                        | режисер                                         |
| 2009      | с  | Усі мої колишні                        | The Ex List                   | режисер, продюсер                               |
| 2010      | с  | Врата                                  | The Gates                     | режисер                                         |
| 2009—2012 | с  | Гімнастки                              | Make It or Break It           | режисер                                         |
| 2011—2015 | с  | Переплутані                            | Switched at Birth             | режисер                                         |
| 2014—2015 | с  | Погоня за життям                       | Chasing Life                  | режисер                                         |
| 2015      | с  | Брошурувальники                        | Stitchers                     | режисер, продюсер                               |